# Palazzo Adriano
Palazzo Adriano település Olaszországban, Szicília régióban, Palermo megyében. Egyik közkedvelt nevezetessége, hogy itt építették fel a Cinema Paradiso-t. Lakosainak száma 1814 fő (2023. január 1.). Palazzo Adriano Burgio, Castronovo di Sicilia, Chiusa Sclafani, Corleone, Prizzi, Bivona és Lucca Sicula községekkel határos.

## Népesség
A település lakossága az elmúlt években az alábbi módon változott:
| Lakosok száma | 2116 | 2072 | 1814 |
|               | 2017 | 2018 | 2023 |